# Комарно-Кольонія
Комарно-Кольонія (пол. Komarno-Kolonia) — село в Польщі, у гміні Константинів Більського повіту Люблінського воєводства.
Населення — 316 осіб (2011).
У 1975-1998 роках село належало до Білопідляського воєводства.

## Демографія
Демографічна структура станом на 31 березня 2011 року:
|          | Загалом | Допрацездатний вік | Працездатний вік | Постпрацездатний вік |
| -------- | ------- | ------------------ | ---------------- | -------------------- |
| Чоловіки | 158     | 45                 | 101              | 12                   |
| Жінки    | 158     | 43                 | 83               | 32                   |
| Разом    | 316     | 88                 | 184              | 44                   |